# Yaracuyanos F.C.
Yaracuyanos Fútbol Club là một câu lạc bộ bóng đá Venezuela, thành lập năm 2006, thăng hạng Primera División Venezolana năm 2009, đến từ San Felipe.

## Lịch sử
Mùa giải 2006-07, đội bóng ra mắt ở Tercera División và giành chức vô địch, thăng hạng Segunda División B của Venezuela. Mùa giải 2007-08, họ vô địch ở Vùng Tây và giành chức vô địch chung trước Deportivo Piar Monagas trong loạt sút luân lưu tại Sân vận động Brigido Iriarte ở Caracas. Yaracuyanos FC hiện đang thi đấu ở Primera División, sau khi lấy vị trí của UA Maracaibo. 

## Thành tích
- Tercera División Venezolana: 1

2007
- Segunda División B Venezolana: 1

2008

## Đội hình hiện tại
Ghi chú: Quốc kỳ chỉ đội tuyển quốc gia được xác định rõ trong điều lệ tư cách FIFA. Các cầu thủ có thể giữ hơn một quốc tịch ngoài FIFA.
| Số | VT | Quốc gia  | Cầu thủ               |
| -- | -- | --------- | --------------------- |
| —  | TM | Venezuela | Rafael Sivira         |
| —  | TM | Venezuela | Ronald Garces         |
| —  | HV | Venezuela | Carlos Hernández      |
| —  | HV | Venezuela | Frank Presilla        |
| —  | HV | Venezuela | Ramón Sanchez         |
| —  | HV | Venezuela | Rubén Suárez          |
| —  | HV | Venezuela | Darwin Valbuena       |
| —  | HV | Venezuela | Néstor Rodríguez      |
| —  | HV | Venezuela | Alexander Osorio      |
| —  | HV | Venezuela | Carlos Luis Rodriguez |

| Số | VT | Quốc gia  | Cầu thủ        |
| -- | -- | --------- | -------------- |
| —  | TV | Venezuela | Jhon Pinto     |
| —  | TV | Venezuela | José Serrano   |
| —  | TV | Venezuela | Felipe Pérez   |
| —  | TV | Venezuela | Richard López  |
| —  | TĐ | Venezuela | Johan Moreno   |
| —  | TĐ | Venezuela | Jonathan Parra |
| —  | TĐ | Venezuela | Edward Bracho  |
| —  | TĐ | Venezuela | Rayder Arteaga |